# Дивногорск (городской округ)
Город Дивного́рск — муниципальное образование и административно-территориальная единица в Красноярском крае России.
Административный центр — город Дивногорск.
С точки зрения административно-территориального устройства является административно-территориальной единицей краевым городом. С точки зрения муниципального устройства образует муниципальное образование со статусом городского округа.

## История
Границы и статус установлены законом Красноярского края от 28.01.2005 № 13-2928 «Об утверждении границ муниципального образования город Дивногорск и наделении его статусом городского округа»

## Население
| 1970    | 1979    | 1989    | 2002    | 2009    | 2010    | 2012    |
| ------- | ------- | ------- | ------- | ------- | ------- | ------- |
| 32 131  | ↗34 407 | ↗34 509 | ↘34 122 | ↗35 096 | ↘32 193 | ↗32 356 |
| 2013    | 2014    | 2015    | 2016    | 2017    | 2018    | 2019    |
| ↗32 611 | ↗32 683 | ↗33 042 | ↗33 116 | ↗33 292 | ↗33 490 | ↘33 414 |
| 2020    | 2021    |         |         |         |         |         |
| ↗33 467 | ↘31 462 |         |         |         |         |         |

## Населённые пункты
В состав городского округа и краевого города входят 8 населённых пунктов:
| № | Населённый пункт | Тип населённого пункта        | Население |
| - | ---------------- | ----------------------------- | --------- |
| 1 | Бахта            | посёлок                       | 6         |
| 2 | Верхняя Бирюса   | посёлок                       | 92        |
| 3 | Дивногорск       | город, административный центр | ↘27 477   |
| 4 | Манский          | посёлок                       | ↗302      |
| 5 | Овсянка          | село                          | ↘2228     |
| 6 | Слизнево         | посёлок                       | 401       |
| 7 | Усть-Мана        | посёлок                       | ↗878      |
| 8 | Хмельники        | посёлок                       | 18        |

Посёлок Манский был передан в подчинение администрации Дивногорска Законом Красноярского края от 22 января 1999 года № 5-274, до того посёлок находился в административном подчинении рабочего посёлка Берёзовки Берёзовского района.
Упразднённые населённые пункты:
- 2005 год — посёлок Известковый.

## Стоянка Лиственка
В 1992 году в позднепалеолитической стоянке Лиственка была найдена нижняя челюсть ребенка вида Homo sapiens возрастом 16,5—10 тыс. лет.

## Местное самоуправление
Дивногорский городской Совет депутатов V созыва
Количество депутатов: 20.
Дата избрания: сентябрь 2020. Срок полномочий: 5 лет
| Фракция              | Кол-во депутатов |
| -------------------- | ---------------- |
| Единая Россия        | 12               |
| ЛДПР                 | 3                |
| КПРФ                 | 3                |
| Независимые депутаты | 2                |

Председатель
- Мурашов Юрий Иванович

Глава города Дивногорска
- Егоров Сергей Иванович. Дата избрания: 17 февраля 2020 года. Срок полномочий: 5 лет.